# Cephalotes biguttatus
Cephalotes biguttatus är en myrart som först beskrevs av Carlo Emery 1890.  Cephalotes biguttatus ingår i släktet Cephalotes och familjen myror. Inga underarter finns listade.